# Joaquima Raspall i Juanicó
Joaquima Raspall i Juanicó (El Poblenou, Barcelona, 1877-1968) va ser una mestra catalana que va ensenyar al Poblenou durant més de setanta anys.
Va fundar l'Acadèmia del Puríssim Cor de Maria, en un pis propietat dels seus pares, al Carrer Wad-Ras del Poblenou. Aquesta acadèmia, exclusiva per a nenes, i cursava l'educació primària. Després d'ensenyar durant tants anys, era coneguda per tothom com «Donya Quimeta».

## Biografia
Vanéixer al Poblenou, el 1877. Va poder estudiar tot i ser una filla d'una família de classe treballadora, i de situar-nos a la darrera dècada del segle xix.
Va estudiar magisteri, una carrera que acabà molt jove. Amb disset anys, ja va obtenir el títol de mestra, i va crear l'escola en un pis del carrer Wad-Ras. Va començar a ensenyar abans de l'edat legal, ja que aleshores la llei impedia exercir abans dels divuit anys, encara que ja haguessis acabat la carrera.
Es va casar amb Dionís Monton i Bonet, un escultor en pedra que va treballar a les ordres d'Antoni Gaudí durant les obres de la Sagrada família. Van tenir tres fills Mercè, Josepa i Dionís, aquest últim introductor de l'anestèsia a Catalunya. També cal ressaltar que era tieta materna del doctor Josep Trueta, i que actualment, el carrer en el qual es trobava l'escola duu el seu nom.
Durant la Segona República, vas ser responsable de la gestió econòmica i de la comptabilitat de la junta que regia el col·lectiu de mestres i escoles particulars a Barcelona. Durant la Guerra Civil Espanyola, l'escola va continuar funcionant sense parar. L'any 1932, Joaquima Raspall enviudà en morir Dionís Monton. L'ensenyament va ser la passió de Joaquima Raspall durant tota la vida, i d'una manera o altra sempre hi va estar implicada. A la fi de l'any de 1934, va ser homenatjada al Saló de cent, junts amb col·legues que van ensenyar durant més de vint-i-cinc anys. Va tornar a ser homenatjada l'any 1954, amb una dotzena de mestres que tot i que ja havien superat els setanta anys, continuaven ensenyant a les seves escoles a la Sala Magna de la Universitat de Barcelona. L'any 1960 va guanyar la Medalla al Mèrit del Treball. A raó d'aquest premi, es va fer una missa a la parròquia de sant Bernat Calvó en el seu honor, i una celebració al Casino de l'Aliança del Poblenou on se li va entregar la medalla.
Durant l'any 1964, amb vuitanta-set anys, va guanyar el premi Sant Martí, un premi donat pel districte. Pocs dies després, va ser reconeguda pel ministeri, i en aquesta ocasió va dir: «En mi escuela de la calle Wad-Ras enseñé a leer a los abuelos de algunos que ahora son alumnos míos, y lo seguiré haciendo mientras tenga fuerza.»
No se sap la data exacta d'obertura ni tancament de l'escola, però al voltant del 1906 ja era oberta i el 1973 es va fusionar amb l'escola Sant Lluis, creant l'escola Grèvol que encara continua funcionant fins avui dia.
Joaquima Raspall va morir a l'edat de 91 anys a Barcelona.

## Reconeixement
Al terrat de la Rambla del Poblenou es va posar una placa en record seu el 16 d'agost de 2006. Li van dedicar el 2001 el Jardí de Joaquima Raspall.